# أرتور سانتانا ألفارو
أرتور سانتانا ألفارو (بالإسبانية: Arturo Santana Alfaro)‏ هو سياسي مكسيكي، ولد في 28 يونيو 1971 في مدينة مكسيكو في المكسيك. حزبياً، نشط في حزب الثورة الديمقراطية. وقد انتخب عضو مجلس النواب المكسيك عن دائرة 18th federal electoral district of Mexico City ‏ وقد انضم خلال فترته النيابية ‏ للكتلة البرلمانية حزب الثورة الديمقراطية.